# Sinopoda subcampanacea
Espèce
Sinopoda subcampanacea est une espèce d'araignées aranéomorphes de la famille des Sparassidae.

## Distribution
Cette espèce est endémique du Gansu en Chine,. Elle se rencontre dans le xian de Hui.

## Description
Le mâle holotype mesure 7,20 mm et le mâle paratype 8,54 mm.

## Systématique et taxinomie
Cette espèce a été décrite par Zhang, Zhang et Zhang en 2023.

## Publication originale
- Zhang, Zhang & Zhang, 2023 : « Two new huntsman spiders from Xiaolong Mountains in Gansu Province, China (Araneae, Sparassidae). » Zootaxa, no 5244(2), p. 182-190.